# Henderson Island (Antarktika)
Henderson Island ist eine vereiste, 15 km  lange und bis zu 252 m hohe Insel vor der Küste des ostantarktischen Königin-Marie-Lands. Sie liegt 14 km südöstlich von Masson Island inmitten des Shackleton-Schelfeises.
Teilnehmer der Australasiatischen Antarktisexpedition (1911–1914) unter der Leitung des australischen Polarforschers Douglas Mawson entdeckten sie im Februar 1912. Mawson benannte sie nach dem australischen Historiker George Cockburn Henderson (1870–1944) von der University of Adelaide, Mitglied des Beratungsgremiums der Forschungsreise.